# Pomnik Juliusza Słowackiego we Wrocławiu
Pomnik Juliusza Słowackiego we Wrocławiu – pomnik upamiętniający polskiego wieszcza narodowego – Juliusza Słowackiego. Położony jest w Parku Juliusza Słowackiego przy alei Juliusza Słowackiego. Tędy również przebiega Promenada Staromiejska.
Pomnik został wykonany według wzorca, którym była rzeźba autorstwa Wacława Szymanowskiego. Rzeźba ta została wykonana w 1909 roku. Następnie trafiła do Wrocławia, gdzie została zakupiona we wrocławskiej Desie. Ponieważ prawa autorskie do dzieła wygasły z powodu upływu czasu, można było dokonać jego adaptacji na potrzeby budowy pomnika.
Początkowo autorem i pierwszym inicjatorem idei budowy we Wrocławiu pomnika poświęconego Juliuszowi Słowackiemu był „obywatel” Tadeusz Wojciechowski (w 1967 roku), lecz jego wystąpienie do ówczesnych władz Wrocławia, zostało zignorowane. Do tego pomysłu powrócono w 1971 roku w Towarzystwie Miłośników Wrocławia. Następnie zorganizowano zbiórkę pieniędzy i sprawa ucichała. Pomysł trwał w „zawieszeniu” do 1981 roku, w którym powołano (z inicjatywy TWM) Społeczny Komitet Budowy Pomnika Juliusza Słowackiego. W 1982 próbowano wyłonić projekt pomnika poprzez ogłoszenie konkursu, jednak ten sposób działania zawiódł i ostatecznie wybrano na pierwowzór pomnika rzeźbę Wacława Szymanowskiego, którego adaptację przeprowadził Andrzej Łętowski. W 1983 został wykonany gipsowy wzorzec w skali 1:1, a w 1984 zakończono realizację w wytwórni właściwego postumentu i przetransportowano gotowy posąg do Wrocławia. Uroczystego odsłonięcia pomnika dokonał profesor Jan Dobraczyński. W uroczystościach brali udział przedstawiciele władz miasta i mieszkańcy miasta.
Interesujący jest również sposób transportu gotowego posągu. Przewiezienie pomnika z wytwórni do miejsca wbudowania, w 1984 roku, miało następujący przebieg:
- najpierw ciężarówką nastąpiło przewiezienie gotowego posągu z zakładu do Portu Gliwice
- barką pomnik został przewieziony Odrzańską Drogą Wodną do Portu Miejskiego we Wrocławiu
- we Wrocławiu dokonano objazdu pomnika po mieście[f]: między innymi pomnik znalazł się na Rynku obok Pomnika Aleksandra Fredry, na placu Solnym, na placu Feliksa Dzierżyńskiego[g] nastąpiło przywitanie pomnika przez uczniów z IX Liceum Ogólnokształcącego imienia Juliusza Słowackiego[h] i inne,
- pomnik następnie został dowieziony ciężarówką na miejsce wbudowania i ustawiony na gotowym postumencie.

Cokół wykonany został z dolnośląskiego sjenitu, a posąg o wysokości około 2,5 m i wadze 1400 kg – z brązu.
| rok       | data             | wydarzenie                                                                                                 |
| --------- | ---------------- | --- |
| 1909      |                  | powstanie rzeźby autorstwa Wacława Szymanowskiego – pierwowzór pomnika                                     |
| 1967      |                  | pismo Tadeusza Wojciechowskiego do władz Wrocławia w sprawie wzniesienia pomnika                           |
| 1971      |                  | poparcie TMW dla idei budowy pomnika                                                                       |
| 1971      | listopad 1971    | zbiórka i przekazanie przez uczniów IX LO kwoty 10 tys. zł                                                 |
| 1977–1979 |                  | pojęcie uchwały na walnym zgromadzeniu TWM o budowie pomnika                                               |
| 1981      |                  | powołanie Społecznego Komitetu Budowy Pomnika Juliusza Słowackiego                                         |
| 1982      |                  | konkurs na projekt pomnika (bez rozstrzygnięcia)                                                           |
| 1983      |                  | wykonanie przez Andrzeja Łętowskiego wzoru pomnika z gipsu                                                 |
| 1984      | marzec 1984      | wykonanie pomnika przez Gliwickie Zakłady Urządzeń Technicznych                                            |
| 1984      | 20 kwietnia 1984 | przypłynięcie barki z pomnikiem do Portu Miejskiego                                                        |
| 1984      | 25 kwietnia 1984 | przewiezienie pomnika do miejsca ustawienia                                                                |
| 1984      | 6 maj1984        | uroczyste odsłonięcie pomnika o godzinie 18.00                                                             |
| 1984      | 6–8 maja 1984    | zlot z okazji odsłonięcia pomnika – przybyły delegacje 33 z 46 szkół, które ówcześnie nosiły imię wieszcza |

We Wrocławiu istnieje IX Liceum Ogólnokształcącego imienia Juliusza Słowackiego. Organizowane są uroczystości związane z wieszczem: np. zlot rodziny szkół Juliusza Słowackiego, juliuszada; obejmują one także uroczystości związane z Pomnikiem Juliusza Słowackiego.